# Római katolikus erődtemplom (Óföldeák)
Az óföldeáki Szűz Mária Keresztények Segítsége erődtemplom a kevesebb mint félezer lakost számláló dél-alföldi (csongrádi) falu szélén, kisebb emelkedésen (kunhalmon) magasodik várárokkal és fallal körülvéve. Impozáns, szépen restaurált középkori eredetű, gótikus stílusú, erődített, római katolikus templom.

## A templom építészete
A részben rekonstruált védőárkon átvezető hídon keresztül juthatunk a védőfal kapujáig (a falnak csak alapjai kerültek elő, a csonkokat fölfalazták). Nagy, négyszögletes harangtornyon át, vagy egy másik négyszögű torony mellett nyíló kapun keresztül jutunk a templom nyugati homlokzata elé. Amennyiben a harangtorony eredeti magassága elérte a 12–23 métert, akkor onnan látni lehetett Hódmezővásárhelyt, Makót és Szegedet is. A nyugati homlokzaton nyílik a templom kapuja. A támpillérekkel megerősített templom szentélye a hajónál keskenyebb volt.

## A templom története
Az Árpád-kori eredetű falut először a pápai tizedjegyzék említi (1332/33), eszerint már akkor egyházas hely volt. A ma is álló templom magja a 15. század második felében épülhetett. Eredetileg gótikus boltozata volt, ám amikor az elpusztult, a 16. század elején síkfödémet készítettek.
A gótikus templom körüli védőfal a 15-16. század fordulója körül épülhetett ki. Az 1570-es években még 30 ház állt a faluban, a 16. század végére viszont elnéptelenedett. Csak 1723-tól népesült be ismét, akkor a templomot újjáépítették. Ebben az időszakban készítették a kazettás famennyezetet (az 1528 táján készült beomlott boltozat pótlására).
A Maros és a Tisza nagy árvize (1845. máj. 28.) elsodorta a települést. Az új falu a réginek a helyétől távolabb épült föl. Azóta kezdték a régi települést Pusztaföldeáknak, Óföldeákpusztának nevezni. A régi templomot magtárrá alakították, felszerelését az új földeáki templomba vitték át. 
A régi településrész azért nem néptelenedett el teljesen, sőt, a Tisza szabályozása és az árvizek megszűnése után ismét benépesült. A templomot 1874-ben hosszirányban bővítették, s a földbirtokos, Návay László hétéves szibériai száműzetésében tett fogadalma szerint, 1923-24-ben helyreállították. A település 1950-ben Óföldeák néven önállósult.
1989-ben Vályi Katalin végzett falkutatást. 1990-99 között Béres Mária vezetésével nagyobb arányú műemléki régészeti kutatásokra került sor, majd következett a helyreállítás, állagmegóvás. Az üvegablakokat Szilágyi András tervei alapján pótolták.

## Képgaléria

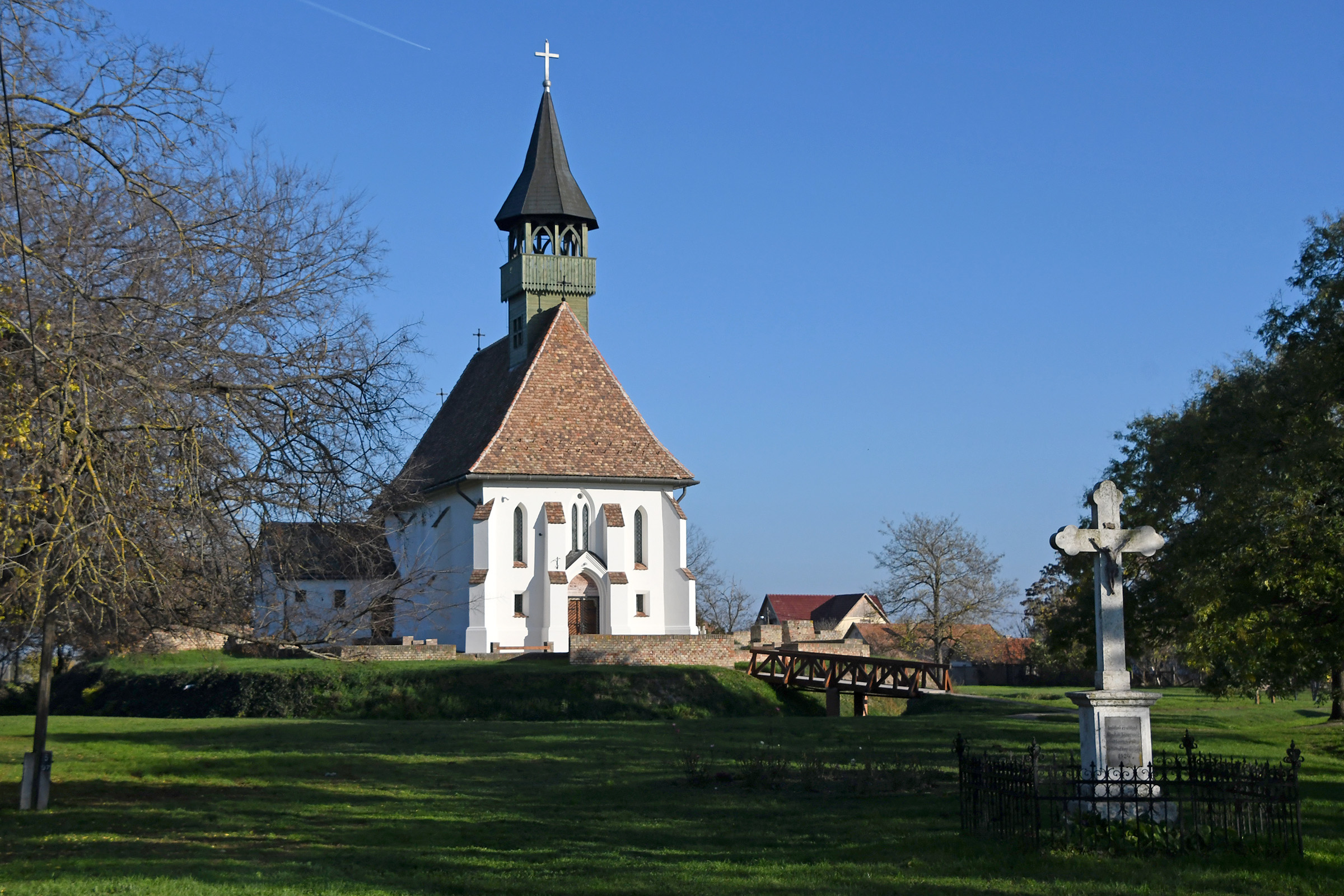
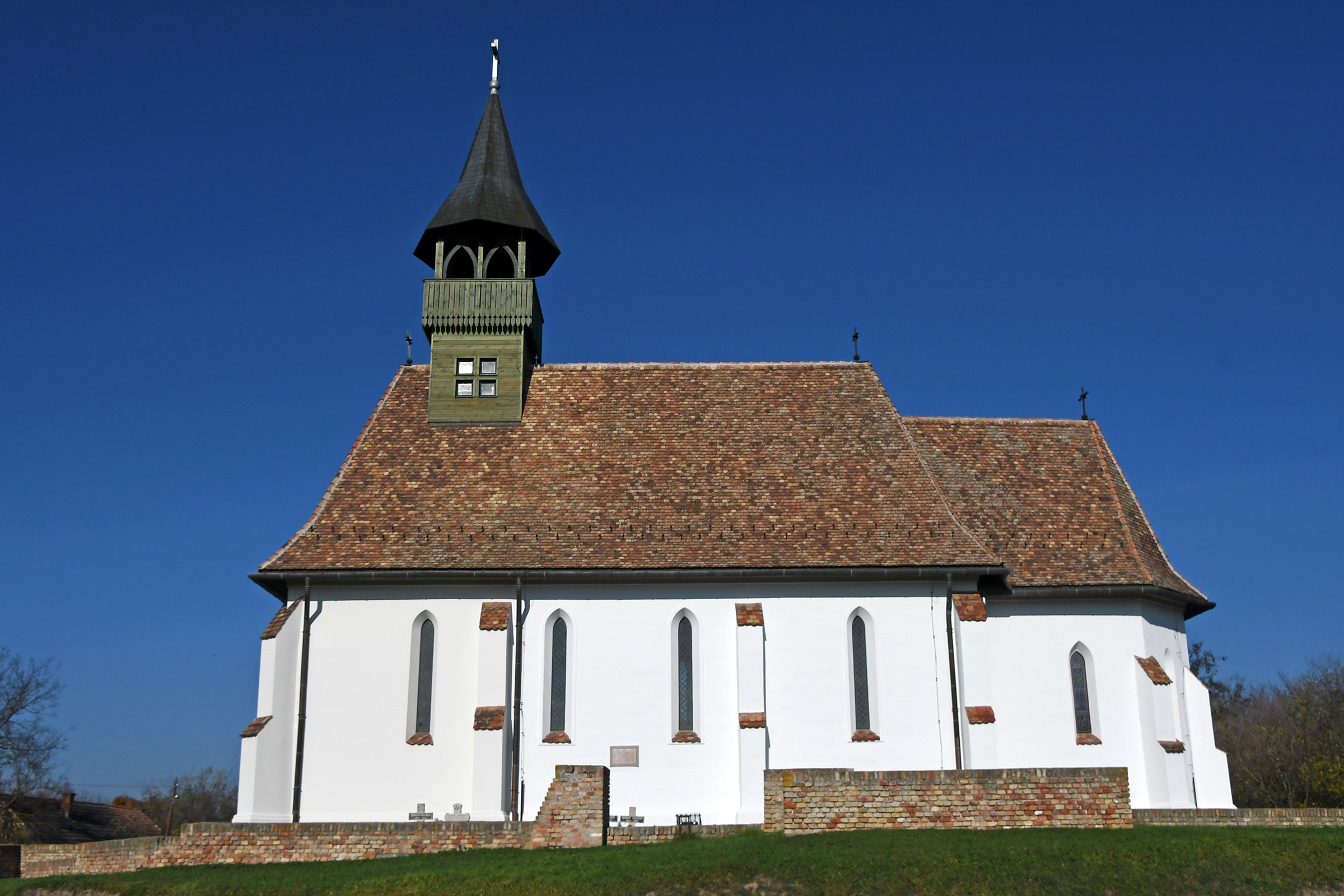
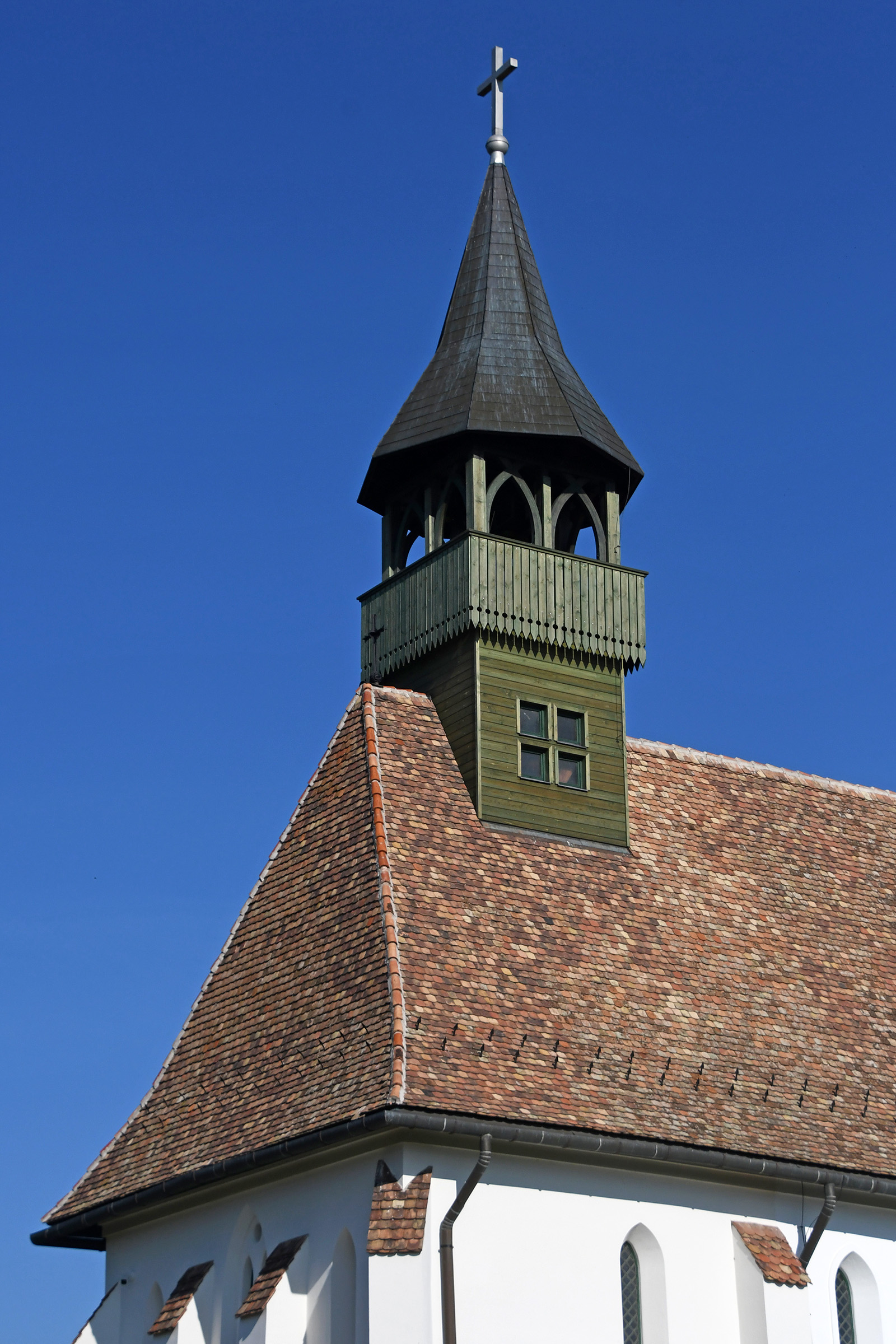
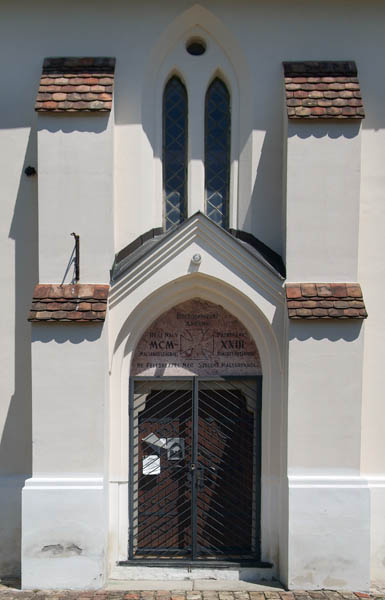
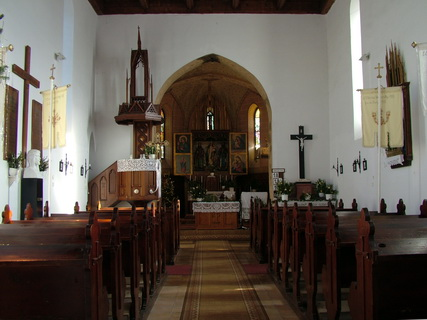
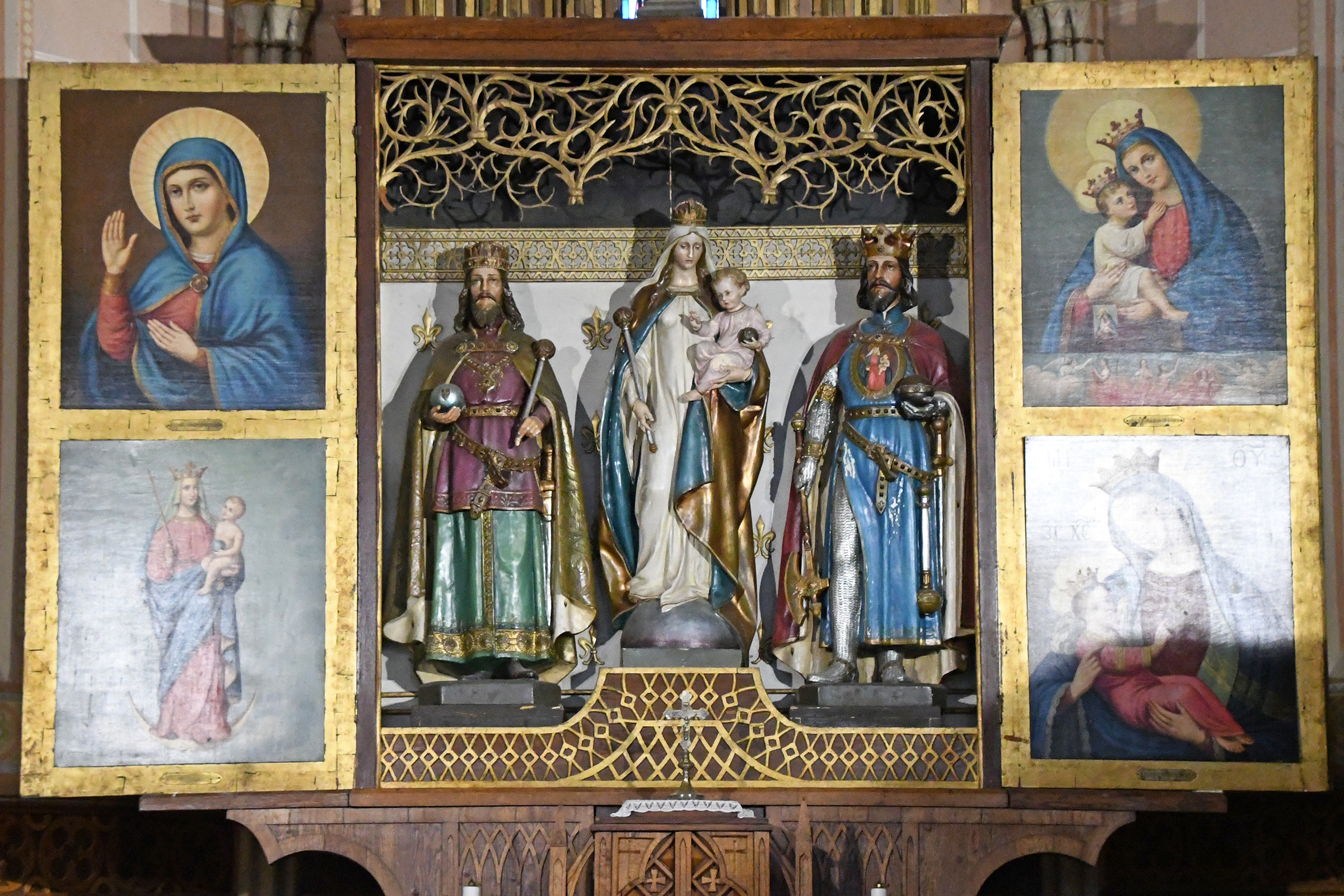